# Taha Ali
Taha Abdi Ali (1º luglio 1998) è un calciatore svedese, centrocampista del Malmö FF.

## Carriera

### Club
Cresciuto nel settore giovanile del Sundbybergs IK, nel 2017 ha esordito in prima squadra, militante nella quarta divisione svedese. Nelle stagioni 2018 e 2019 ha militato nell'IFK Stocksund, altro club della quarta divisione svedese. Nel 2020 viene acquistato dal Sollentuna FK, società partecipante al campionato di Ettan, la terza divisione svedese, dove si mette in mostra con 10 reti in 29 presenze.
Il 6 febbraio 2021 firma un contratto triennale con l'Örebro; esordisce nell'Allsvenskan il 24 maggio seguente, disputando l'incontro perso per 1-2 contro il Malmö FF. Durante la stagione, grazie alla regola del doppio tesseramento, gioca anche con il Västerås SK in Superettan.
Il 7 febbraio 2022 viene acquistato dall'Helsingborg, formazione neopromossa in Allsvenskan, firmando un contratto quadriennale. Nonostante i rossoblu finiscano per chiudere il campionato al penultimo posto retrocedendo in Superettan, Ali si mette in luce, tanto da essere acquistato dal Malmö FF nel gennaio 2023.

### Nazionale
Nel 2024 ha esordito nella nazionale maggiore svedese.

## Statistiche

### Presenze e reti nei club
Statistiche aggiornate al 2 marzo 2025.
| Stagione             | Squadra              | Campionato           | Campionato | Campionato | Coppe nazionali | Coppe nazionali | Coppe nazionali | Coppe continentali | Coppe continentali | Coppe continentali | Altre coppe | Altre coppe | Altre coppe | Totale | Totale |
| Stagione             | Squadra              | Comp                 | Pres       | Reti       | Comp            | Pres            | Reti            | Comp               | Pres               | Reti               | Comp        | Pres        | Reti        | Pres   | Reti   |
| -------------------- | -------------------- | -------------------- | ---------- | ---------- | --------------- | --------------- | --------------- | ------------------ | ------------------ | ------------------ | ----------- | ----------- | ----------- | ------ | ------ |
| 2017                 | Sundbybergs IK       | D2                   | 11         | 3          |                 | -               | -               |                    | -                  | -                  |             | -           | -           | 11     | 3      |
| 2018                 | IFK Stocksund        | D2                   | 11         | 1          |                 | -               | -               |                    | -                  | -                  |             | -           | -           | 11     | 1      |
| 2019                 | IFK Stocksund        | D2                   | 25         | 5          | CS              | 2               | 0               |                    | -                  | -                  |             | -           | -           | 27     | 5      |
| Totale IFK Stocksund | Totale IFK Stocksund | Totale IFK Stocksund | 36         | 6          |                 | 2               | 0               |                    | -                  | -                  |             | -           | -           | 38     | 6      |
| 2020                 | Sollentuna FK        | E                    | 29         | 10         | CS+CS           | 3+2             | 1+0             |                    | -                  | -                  |             | -           | -           | 34     | 11     |
| 2021                 | Örebro               | A                    | 2          | 0          | CS              | 1               | 0               |                    | -                  | -                  |             | -           | -           | 3      | 0      |
| 2021                 | Västerås SK          | S1                   | 15         | 2          | CS              | 1               | 0               |                    | -                  | -                  |             | -           | -           | 16     | 2      |
| 2022                 | Helsingborg          | A                    | 29         | 3          | CS              | 1               | 1               |                    | -                  | -                  |             | -           | -           | 30     | 4      |
| 2023                 | Malmö FF             | A                    | 30         | 6          | SC+SC           | 3+1             | 0+1             | -                  | -                  | -                  | -           | -           | -           | 34     | 7      |
| 2024                 | Malmö FF             | A                    | 28         | 1          | SC+SC           | 5+1             | 3+1             | UCL+UEL            | 6+7                | 0+1                | -           | -           | -           | 47     | 6      |
| Totale Malmo         | Totale Malmo         | Totale Malmo         | 58         | 7          |                 | 10              | 5               |                    | 13                 | 1                  |             | -           | -           | 81     | 13     |
| Totale carriera      | Totale carriera      | Totale carriera      | 180        | 32         |                 | 20              | 7               |                    | 13                 | 1                  |             | -           | -           | 213    | 40     |

## Palmarès

### Club

#### Competizioni nazionali
- Campionato svedese: 2

Malmö: 2023, 2024
- Coppa di Svezia: 1

Malmö: 2023-2024